# Think Mothers
Think Mothers è un cortometraggio muto del 1915 diretto da Joseph Kaufman.

## Produzione
Il film fu prodotto dalla Lubin Manufacturing Company.

## Distribuzione
Distribuito dalla General Film Company, il film - un cortometraggio in una bobina - uscì nelle sale USA il 4 ottobre 1915.